# Rio Uraim
Rio Uraim är ett vattendrag i Brasilien.   Det ligger i delstaten Pará, i den nordöstra delen av landet, 1 500 km norr om huvudstaden Brasília.
I omgivningarna runt Rio Uraim växer i huvudsak städsegrön lövskog. Runt Rio Uraim är det mycket glesbefolkat, med 3 invånare per kvadratkilometer.